# Beutelsbach
Beutelsbach este o comună din landul Bavaria, Germania.

## Istoric

### Până la apariția bisericii
Deja în vremurile pre-creștine, municipalitatea de astăzi Beutelsbach a fost soluționată de către celții. Acest lucru este evidențiat de mai multe cimitire situate în zona comunității, precum și un deal quadrangle celtic. Beutelsbach făcea parte din regula Haidenburg și aparținea lui Rentamt Landshut și curții districtuale Vilshofen din cadrul alegerilor din Bavaria. Ca parte a reformelor administrative din Bavaria, municipalitatea de astăzi a fost fondată cu edictul comunității din 1818.
Parohia Beutelsbach a fost încorporată din 1447 până în 1806 în mănăstirea cisterciană Fürstenzell.

### Dezvoltare a populației
- 1961: 1097 Einwohner
- 1970: 1058 Einwohner
- 1987: 1082 Einwohner
- 1991: 1112 Einwohner
- 1995: 1091 Einwohner
- 2000: 1133 Einwohner
- 2005: 1109 Einwohner
- 2010: 1136 Einwohner
- 2015: 1110 Einwohner

## Economie și infrastructură

### Wirtschaft einschließlich Land- und Forstwirtschaft
Potrivit statisticilor oficiale, în 1998 au existat 39 în sectorul de producție și niciun angajat nu a fost supus contribuțiilor la asigurările sociale în domeniul comerțului și traficului la locul de muncă. În alte sectoare ale economiei, 18 persoane au fost angajate în sectorul asigurărilor sociale la locul de muncă. La locul de reședință au fost angajați în total 291 de angajați, dintre care două întreprinderi în domeniul producției și al construcțiilor. În plus, în anul 1999 au fost 68 exploatații agricole cu o suprafață agricolă de 1363 ha, din care 1054 ha teren arabil și 303 ha pășuni permanente.

### Formare
Există următoarele facilități (din 2013):
- Gradinițe: 42 de locuri în centrul de zi cu 34 de copii
- Școli elementare: una cu două clase și 45 elevi

## Geografie

### Poziție geografică
Beutelsbach este situat la aproximativ doisprezece kilometri sud de Vilshofen, la 33 km vest de Passau, la 15 km nord de Bad Griesbach și Bad Birnbach și la 22 km nord-est de biserici parohiale din regiunea Dunării pădurea.
Beutelsbach este situat în Klosterwinkel și la marginea pădurii din țara de deal din Bavaria de Jos.
În municipiul sud-vestic provine Aunkirchner Bach, care se varsă în Vils lângă Aunkirchen. Apele de 8,82 km lungime au purtat numele sursei, și anume Beutels-Bach.